# I've Been Losing You
«I've Been Losing You» es el primer sencillo del álbum Scoundrel Days (1986), segundo álbum de a-ha. Es la tercera canción del mismo álbum lanzado en 1986.
LA historia habla de un hombre que asesina a su pareja, siente culpa y entiende que debe pagar por ese delito que cometió.

## Video
- Dirección: Knut Bry (Primera versión) y Odd Arvid Strømstad (Segunda versión).
- El video fue filmado en California en 1986 insertando el audio y mostrando a la banda tocando en vivo. Sin embargo, es más conocida una segunda versión que fue hecha en 1991 para la cadena NRK (Corporación de Emisiones Noruegas) en Noruega. Esta versión fue la que salió en el DVD "Headlines and Deadlines"
- Primera versión no disponible comercialmente y segunda versión disponible en Headlines and Deadlines.

- Datos: Q3365849